# MIPS (швидкодія)
MIPS (англ. Million Instructions Per Second) — одиниця вимірювання швидкодії, що дорівнює одному мільйону інструкцій у секунду. Якщо зазначено швидкодію в MIPS то, як правило, вона показує, скільки мільйонів інструкцій у секунду виконує процесор в деяких синтетичних тестах.
Похідна одиниця: GIPS — мільярд інструкцій в секунду.
Іноді також використовується термін MOPS — мільйон операцій за секунду.
Хоча MIPS могла б бути простою метрикою для порівняння швидкодії процесорів однакової архітектури, їх використання для порівняння різних архітектур обмежена.
У 1970-их продуктивність мінікомп'ютерів часто порівнювалася в одиницях VAX MIPS. Продуктивність різних комп'ютерів порівнювалася з машиною VAX 11/780, швидкодія якої приймалося за 1 MIPS. (Іноді цю одиницю називають VAX Unit of Performance VUP). Такий еталон був обраний в тому числі через те що 11/780 має продуктивність, близьку до мейнфреймів IBM System/370 модель 158-3, яка також часто приймалася за 1 MIPS.
Іноді продуктивність мінікомп'ютерів вимірювали за допомогою тесту на мові Fortran під назвою Whetstone benchmark. Його результат називали Millions of Whetstone Instructions Per Second (MWIPS). Наприклад, комп'ютер VAX 11/780 FPA випущений в з 1977 року мав рейтинг MWIPS 1,02.